# Vereinigung Getreide-, Markt- und Ernährungsforschung
Die Vereinigung Getreide-, Markt- und Ernährungsforschung (GMF) ist eine Ende der 1950er Jahre gegründete GmbH, die Forschung auf dem Gebiet der Getreideprodukte betreibt. Ihr Ziel ist nach eigenen Angaben, damit „Aufklärungsarbeit über die Bedeutung von Getreide, Mehl und Brot in der menschlichen Ernährung“ zu betreiben. Dazu werden Aufklärungs- und Unterrichtsmaterialien insbesondere für die Presse, Schulen und Kindergärten, Ernährungsberatungen und Einrichtungen des Gesundheitswesens angeboten.
Die Gesellschafter der Gesellschaft sind Gemeinschaftsorganisationen der Agrar- und Mühlenwirtschaft, Geschäftsführer ist Heiko Zentgraf. Die GMF hat ihren Sitz am Beueler Bahnhofsplatz in Bonn-Beuel, zusammen mit dem Verband Deutscher Mühlen (VDM), dem Bundesverband der Agrargewerblichen Wirtschaft (BVA) und dem Deutschen Verband Tiernahrung (DVT).